# Паппе, Карл Вильгельм Людвиг
Карл Ви́льгельм Лю́двиг Па́ппе (нем. Karl Wilhelm Ludwig Pappe или нем. Carl Wilhelm Ludwig Pappe, 1803 — 14 октября 1862) — немецкий ботаник и врач.

## Биография
Карл Вильгельм Людвиг Паппе родился в 1803 году.
Он изучал медицину и ботанику в Лейпциге, а в 1831 году переехал в Кейптаун как врач. Вскоре его основным интересом стала ботаника, и Паппе начал проводить обширные исследования южноафриканской флоры. Позднее он получил звание «колониального ботаника», а в 1858 году стал первым профессором ботаники в Колледже Южной Африки.
Карл Вильгельм Людвиг Паппе умер 14 октября 1862 года.

## Научная деятельность
Лудольф Кристиан Тревиранус специализировался на папоротниковидных и на семенных растениях.

## Публикации
- 1857.  Florae Capensis medicae prodromus; or, an enumeration of South African plants used as rededies by the colonists of the Cape of Good Hope. Ed. Cape Town, W. Brittain. vi + 54 pp.
- Pappe, KWL; RW Rawson. 1858.  Synopsis filicum Africae Australis, or, An enumeration of the South African ferns hitherto known. viii + 57 pp.
- 1862.  Silva Capensis : or a description of South African forest trees and arborescent shrubs used for technical and economical purposes. Ed. Ward, Londres. 59 pp.

## Почести
Род растений Pappea Eckl. & Zeyh. семейства Сапиндовые был назван в его честь.